# Каньямарес (Куенка)
Каньямарес (ісп. Cañamares) — муніципалітет в Іспанії, у складі автономної спільноти Кастилія-Ла-Манча, у провінції Куенка. Населення — 549 осіб (2010).
Муніципалітет розташований на відстані близько 120 км на схід від Мадрида, 42 км на північ від Куенки.

## Демографія
Динаміка населення (INE ):